# Bottled Life
Bottled Life – Nestlé et le commerce de l’eau est un film documentaire suisse réalisé par Urs Schnell en 2011. Le film  est sorti en Suisse romande le 25 janvier 2012.
Le marché de l'eau potable est en pleine expansion, et l'entreprise multinationale Nestlé possède plus de 70 marques d’eau dans le monde dont Perrier, San Pellegrino, Vittel et Henniez. Le journaliste Res Gehriger enquête aux États-Unis, au Pakistan et au Nigéria pour comprendre et démonter les stratégies du ce puissant groupe agroalimentaire.
Bottled Life a été nommé pour le « Prix de Soleure 2012 » attribué lors des Journées cinématographiques de Soleure.